# Carreira e Refojos de Riba de Ave
Carreira e Refojos de Riba de Ave (oficialmente: União das Freguesias de Carreira e Refojos de Riba de Ave) é uma freguesia portuguesa do município de Santo Tirso, com 9,49 km² de área e 2040 habitantes (censo de 2021). A sua densidade populacional é 215 hab./km².

## História
Foi constituída em 2013, no âmbito de uma reforma administrativa nacional, pela agregação das antigas freguesias de Carreira e Refojos de Riba de Ave.

## Demografia
A população registada nos censos foi:
| Distribuição da População por Grupos Etários | Distribuição da População por Grupos Etários | Distribuição da População por Grupos Etários | Distribuição da População por Grupos Etários | Distribuição da População por Grupos Etários | Distribuição da População por Grupos Etários |
| -------------------------------------------- | -------------------------------------------- | -------------------------------------------- | -------------------------------------------- | -------------------------------------------- | -------------------------------------------- |
| Antes da agregação                           |                                              |                                              |                                              |                                              |                                              |
| Ano                                          | 0-14 anos                                    | 15-24 anos                                   | 25-64 anos                                   | >= 65 anos                                   | Total                                        |
| 2001                                         | 366                                          | 283                                          | 1181                                         | 258                                          | 2088                                         |
| 2011                                         | 307                                          | 228                                          | 1181                                         | 356                                          | 2072                                         |
| Após a agregação                             |                                              |                                              |                                              |                                              |                                              |
| Ano                                          | 0-14 anos                                    | 15-24 anos                                   | 25-64 anos                                   | >= 65 anos                                   | Total                                        |
| 2021                                         | 236                                          | 209                                          | 1125                                         | 470                                          | 2040                                         |

## Património arquitetónico
Património arquitetónico referido no SIPA:
- Capela de São José / Capela do Senhor dos Aflitos
- Igreja Paroquial de Carreira / Igreja de São Tiago
- Igreja Paroquial de Refojos de Riba de Ave / Igreja de São Cristóvão